# چیلتس
چیلتس (به لهستانی:  Cielec) یک روستا در لهستان است که در گمینا بورونوو واقع شده‌است. چیلتس ۰ نفر جمعیت دارد.